# Hymni aliquot ecclesiastici
Hymny kościelne znane również jako Hymni aliquot ecclesiastici – zbiór łacińskich hymnów autorstwa Jana Dantyszka.
Hymny ukazały się drukiem w 1548 roku, w Krakowie, z inicjatywy Stanisława Hozjusza i Barbary Wietorowej. Stanowiły one ostatnie dzieło polskiego poety nowołacińskiego Jana Dantyszka, znaczyły również radykalny zwrot humanisty, wyznającego dotąd kult poetyckiej sławy i wyrafinowanego kunsztu, w stronę twórczości prostej, anonimowej, odtwarzającej formy wierszowane właściwe dla średniowiecza. Konwersja ta miała swoje źródło w osobistym nawróceniu się autora na żarliwą religijność. Najprawdopodobniej bezpośrednim celem powstania Hymnów była myśl o ich wykorzystaniu podczas kościelnej liturgii, a także niesienie duchowego wsparcia w postaci pobożnej lektury dla wiernych. Książka Dantyszka uważana jest przez historyków literatury za jedno z najciekawszych dzieł polskiego odrodzenia; niektórzy z nich dopatrują się w niej wręcz zapowiedzi nadejścia baroku.
Zbiór zawiera 31 łacińskie hymny, najczęściej pisane spondejem, ułożone w kompozycji symetrycznej, zamknięte dwoma prologami i epilogiem; łącznie dzieło składa się z 2084 wersów. Głównym ich tematem jest męka oraz zmartwychwstanie Chrystusa. Część z nich niesie jawną apologię Kościoła katolickiego przed zarzutami protestantów.